# Aston Moore
Aston Llewellyn Moore, MBE (* 8. Februar 1956 in Spanish Town, Jamaika) ist ein ehemaliger britischer Leichtathlet, der sich auf den Dreisprung spezialisiert hat. Nach seiner aktiven Laufbahn war er als Leichtathletiktrainer aktiv. Auch sein Sohn Jonathan Moore war als Leichtathlet aktiv, ebenso seine Schwägerin Wendy Hoyte.

## Sportliche Laufbahn
Erste internationale Erfahrungen sammelte Aston Moore vermutlich im Jahr 1975, als er bei den Junioreneuropameisterschaften in Athen mit einer Weite von 16,16 m die Goldmedaille im Dreisprung gewann und im Weitsprung mit 7,49 m auf den 13. Platz gelangte. Im Jahr darauf nahm er im Dreisprung an den Olympischen Sommerspielen in Montreal teil und schied dort ohne einen gültigen Versuch in der Qualifikationsrunde aus. 1978 gewann er bei den Commonwealth Games im kanadischen Edmonton mit 16,69 m die Bronzemedaille hinter seinem Landsmann Keith Connor und Ian Campbell aus Australien. Anschließend belegte er bei den Europameisterschaften in Prag mit 16,55 m den achten Platz. 1981 gewann er bei den Halleneuropameisterschaften in Grenoble mit 16,73 m die Bronzemedaille hinter Schamil Abbjassow aus der Sowjetunion und Klaus Kübler aus der Bundesrepublik Deutschland. Im Jahr darauf belegte er bei den Halleneuropameisterschaften in Mailand mit 16,74 m den vierten Platz und gewann bei den Commonwealth Games in Brisbane mit 16,76 m erneut die Bronzemedaille hinter seinem Landsmann Keith Connor und Ken Lorraway aus Australien. 1986 belegte er bei den Commonwealth Games in Edinburgh mit 16,07 m den fünften Platz und trat daraufhin nicht mehr international in Erscheinung. Nach seiner aktiven Laufbahn war er als Leichtathletiktrainer unter anderem für Ashia Hansen und Phillips Idowu aktiv.

## Auszeichnungen
- 2023: Order of the Order of the British Empire[1]